# Piniphantes macer
Piniphantes macer là một loài nhện trong họ Linyphiidae.
Loài này thuộc chi Piniphantes. Piniphantes macer được Andrei V. Tanasevitch miêu tả năm 1986.